# Monroe County, Arkansas
Monroe County är ett administrativt område i delstaten Arkansas, USA. År 2010 hade countyt 8 149 invånare. Den administrativa huvudorten (county seat) är Clarendon. 

## Geografi
Enligt United States Census Bureau så har countyt en total area på 1 609 km². 1 571 km² av den arean är land och 38 km² är vatten.

### Angränsande countyn
- Woodruff County - nord
- St. Francis County - nordöst
- Lee County - öst
- Phillips County - sydöst
- Arkansas County - sydväst
- Prairie County - väst